# Abgrallaspis mitchelli
Abgrallaspis mitchelli är en insektsart som först beskrevs av Marlatt 1908.  Abgrallaspis mitchelli ingår i släktet Abgrallaspis och familjen pansarsköldlöss. Inga underarter finns listade i Catalogue of Life.